# سمير نوح
سمير محمد أحمد نوح (15 يوليو 1949 - 14 أكتوبر 2024) عسكري مصري.

## بدايته
ولد سمير محمد أحمد نوح بمدينة القناطر الخيرية بمحافظة القليوبية في 15 يوليو 1949 وبعد حصوله على دبلوم المدارس الصناعية سنة 1965 تقدم للتطوع بالقوات البحرية المصرية وانخرط بصفوف القوات المسلحة وارتقى حتى رتب الضباط في 25 سبتمبر 1965 ومرت سنوات الدراسة والتدريب إلى أن اختير للانضمام إلى صفوف الصاعقة البحرية عام 1966، وبعدها انضم إلى فرقة القفز بالمظلات رقم 100 أعقبها الحصول على فرقة معلمي الصاعقة رقم 104 عام 1967 بتقدير جيد جداً. وكان برفقته في هذه الفرقة عدد من الزملاء الذين تصادف أن شاركوه صفوف المجموعة 39 قتال فيما بعد، وهم محمد شاكر وغريب جودة.

## التكريم
حصل سمير نوح على العديد من الأوسمة والأنواط والنياشين والتكريمات والتقديرات منها:
- نوط الجمهورية العسكري من الطبقة الثانية من الرئيس جمال عبد الناصر في 26 أغسطس 1968 على تقديرا لاشتراكه في عملية الكمين
- نوط الجمهورية العسكري في 18 يوليو 1971 من الرئيس محمد أنور السادات بعد زيارته للمجموعة 39 قتال
- نوط منظمة سيناء العربية في عام 1975
- ميدالية الخدمة الطويلة والقدوة الحسنة من القوات المسلحة
- ميدالية أكتوبر والعبور من القوات المسلحة.[4]

## الحالة العائلية
متزوج وله ولدين وبنتين هم:[بحاجة لمصدر]
- خالد.
- ناهد.
- أيمن.
- شيماء.

## الوفاة
في 14 أكتوبر 2024 تُوفي سمير نوح عن عمر ناهز الخامسة والسبعين.